# 金橋駅
金橋駅（かなはしえき）は、奈良県橿原市曲川町にある、西日本旅客鉄道（JR西日本）桜井線（万葉まほろば線）の駅である。
駅名は旧金橋村から命名されている。なお金橋村は安閑天皇の都「勾金橋宮」に由来する。

## 歴史
- 1913年（大正2年）4月21日：畝傍駅 - 高田駅間に新設開業[2]。
- 1970年（昭和45年）10月15日：駅員無配置化[3]。
- 1987年（昭和62年）4月1日：国鉄分割民営化により、JR西日本の駅となる[2]。
- 2005年（平成17年）3月1日：ICカード「ICOCA」の利用が可能となる[4]。ICカード専用簡易改札機で対応[5]。
- 2010年（平成22年）3月13日：路線愛称の制定により、「万葉まほろば線」の愛称を使用開始。

## 駅構造

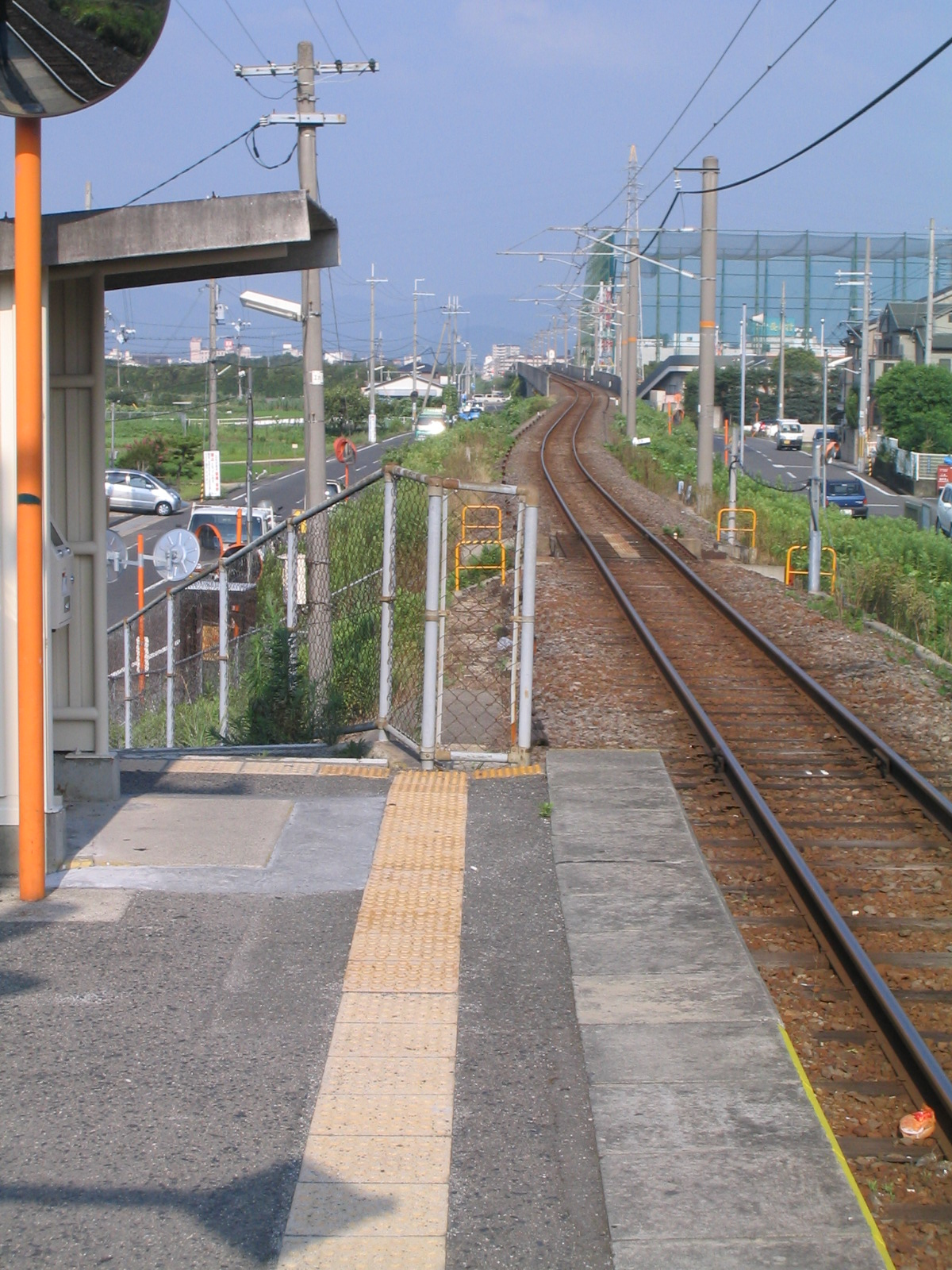
ホームから駅出入口方面（2005年7月）

盛土上にホームがあり、高田方面に向かって右側に単式ホーム1面1線を持つ地上駅（停留所）である。王寺鉄道部管理の無人駅で、出入口はホームの東側（桜井方）にある。やや大きな待合室がある。
1970年10月の駅無人化までは、畝傍駅寄りに木造の駅舎があった。交通公社時刻表1966年10月号の口絵に当時の駅舎の写真が掲載されている。
ICカード専用簡易改札機のほかICOCAチャージ可能な自動券売機が設置されている。

## 利用状況
2023年度の1日平均乗降人員は1,210人。1日の平均乗車人員は以下の通りである。
| 年度               | 1日平均 乗車人員 |
| ------------------ | ---------------- |
| 2005年（平成17年） | 325              |
| 2006年（平成18年） | 330              |
| 2007年（平成19年） | 341              |
| 2008年（平成20年） | 371              |
| 2009年（平成21年） | 436              |
| 2010年（平成22年） | 461              |
| 2011年（平成23年） | 468              |
| 2012年（平成24年） | 500              |
| 2013年（平成25年） | 504              |
| 2014年（平成26年） | 487              |
| 2015年（平成27年） | 497              |
| 2016年（平成28年） | 528              |
| 2017年（平成29年） | 526              |
| 2018年（平成30年） | 545              |
| 2019年（令和元年） | 599              |
| 2020年（令和02年） | 491              |
| 2021年（令和03年） | 544              |
| 2022年（令和04年） | 577              |
| 2023年（令和05年） | 605              |

## 駅周辺
- イオンモール橿原(約800m)
- アクロスプラザ橿原(約450m)
- 日本郵便 曲川簡易郵便局
- 国道24号（橿原バイパス）・国道165号・国道166号
- 奈良交通「国道曲川」停留所

## 隣の駅
西日本旅客鉄道（JR西日本）
 万葉まほろば線（桜井線）
■快速（高田駅経由大和路線直通）・■普通
畝傍駅 - 金橋駅 - 高田駅